# Vakivoha
Vakivoha est un village situé à Arivonimamo à Madagascar.